# Jean-Paul Colin
Jean-Paul Colin (* 1934 in der Franche-Comté) ist ein französischer Romanist, Linguist und Lexikograf.

## Karriere
Jean-Paul Colin bestand 1959 die Agrégation im Fach Lettres. Er habilitierte sich mit Arbeiten über die Frühgeschichte des französischen Kriminalromans (Maurice Leblanc, Gaston Leroux, Marcel Allain und Pierre Souvestre). Er unterrichtete als Gymnasiallehrer in Vesoul und lehrte dann Linguistik an den Universitäten Tours, Nanterre und Besançon. Besonders bekannt wurde er durch seine Wörterbücher (der Sprachschwierigkeiten, des Argot, der Besonderheiten des Französischen seiner Heimat Franche-Comté und weitere). Daneben übersetzte er aus dem Deutschen, gab vergessene Romane heraus und veröffentlichte selbst erzählende Prosa. Von 1971 bis 1976 schrieb er Sprachglossen für die Zeitschrift Les Nouvelles littéraires.
1993 wurde er mit dem Prix Comtois du Livre ausgezeichnet.

## Veröffentlichungen (Auswahl)

### Wörterbücher und Wortschatz
- Nouveau dictionnaire des difficultés du français. Tchou, Paris 1971.
  - Dictionnaire des difficultés du français. Robert, Paris 1978 (zahlreiche Auflagen). Klett, Stuttgart 1980.
  - Nouveau dictionnaire des difficultés grammaticales, stylistiques et orthographiques du français. Klincksieck, Paris 2014.
- Trésors des mots exotiques. Belin, Paris 1986.
- Le Dico du cul. Belfond, Paris 1989.
- (mit Jean-Pierre Mével) Dictionnaire de l’argot. Larousse, Paris 1990. (zahlreiche Auflagen)
  - Dictionnaire de l'argot et de ses origines. Larousse, Paris 1999, 2001.
  - Argot & français populaire. Grand dictionnaire. Larousse, Paris 2006, 2010.
  - Grand dictionnaire de l’argot. Larousse, Paris 2019.
- Clafoutis, gourgandine et vilebrequin. Les mots des provinces françaises. P. Belfond, Paris 1991.
- (Hrsg.) Trésors des parlers comtois. Les Comtophiles.  Cêtre, Besançon 1992. 4. Auflage 2009. (Vorwort von Bernard Clavel)
- Les Derniers mots (Le Lexique de la mort). Belfond, Paris 1992.
- (Hrsg.) Les argots, noyau ou marges de la langue?  (10-17 août 1994). In: BULAG (Bulletin de Linguistique Appliquée et Générale) 21, 1996.
- Expressions familières de Franche-Comté. Bonneton, Paris 2001, 2009.
- Quand la raison n'a plus raison. Les mots de la bêtise à la folie. Lambert-Lucas, Limoges 2006.
- Argot et poésie. Essais sur la déviance lexicale. Presses universitaires de Franche-Comté, Besançon 2007.
- Des mots à l'œuvre. Lambert-Lucas, Limoges 2009. (Vorwort von Alain Rey)
- La Comprenotte. À l’écoute des mots francs-comtois. Cabédita, Divonne-les-Bains 2009. (Radioglossen)
- Dictionnaire des gros et des petits sous. Leur possession et leur privation. Favre, Paris 2010. (Vorwort von Pascal Lamy)
- L'Argot à découvrir. Les secrets d'un langage. Cabédita, Bière 2011.
- Dictionnaire de la postériorité. 650 mots pour la découvrir. Cabédita, Bière 2011.
- Dictionnaire des véhicules terrestres. De la chaise à porteurs au TGV. Favre, Lausanne 2013.
- Les sages paroles des animaux. Klincksieck, Paris 2016. (Quelle: Dictionnaire de la langue française)
- Dictionnaire de la vie à la campagne et des activités paysannes et agricoles d'hier et aujourd'hui. Honoré Champion, Paris 2021. (Vorwort von Jean Pruvost)

### Über den Kriminalroman
- Le roman policier français archaïque. Un essai de lecture groupée. Lang, Bern 1984.
  - La belle époque du roman policier français. Aux origines d'un genre romanesque. Delachaux et Niestlé, Lausanne 1999. Paris 2016.
- (Hrsg.) Emile Gaboriau, père du roman policier d'hier et d'aujourd'hui. In: Les Cahiers de l'imaginaire 11–12, 1984.
- Crimologies. Canevas, Saint-Imier 1995.
- Boileau-Narcejac. Parcours d’une œuvre. Encrage, Amiens 1999. (Pierre Boileau, Thomas Narcejac)

### Übersetzer aus dem Deutschen
- Heribert Rück: Linguistique textuelle et enseignement du français. Hatier, Paris 1980, 1991.
- Ernst Leisi: Le Contenu du mot. Sa structure en allemand et en anglais. Les Belles Lettres, Paris 1981.
- Ludger Schiffler: Pour un Enseignement interactif des langues. Hatier, Paris 1984, 1993.
- Rudolf Schottlaender: Un Allemand malgré tout. Ma traversée du siècle. Champion, Paris 2003.
- Vincent von Wroblewsky: Un Étrange amour. Être Juif en RDA. Champion, Paris 2005.
- Christoph Meckel: Un inconnu, récit. Le Temps qu'il fait, Cognac 2007.
- Werner Otto Müller-Hill: Journal de guerre d'un juge militaire allemand, 1944–1945. Michalon, Paris 2011.